# Marinko Mlakić
don Marinko Mlakić (Grnica, 1966.), hrvatski svećenik iz Bosne i Hercegovine. Generalni je vikar Šibenske biskupije, ravnatelj je Caritasa Šibenske biskupije, skladatelj, kolumnist i voditelj duhovnih vježbi.

## Životopis
Rođen je u Grnici kod Uskoplja 1966. godine. Osnovnu školu završio je na Pajić Polju 1981., a zatim je pohađao Interdijecezansku srednju školu za spremanje svećenika na zagrebačkoj Šalati. Studij filozofije na Filozofsko-teološkom institutu Družbe Isusove u Zagrebu upisuje 1988., a 1992. studij teologije također u Zagrebu.
Za đakona ga je zaredio tadašnji šibenski biskup Srećko Badurina u veljači 1996., a u srpnju iste godine zaređen je za svećenika. U kolovozu 1996., mladu je misu zbog sigurnosnih razloga proslavio u župi Uskoplje, umjesto u svojoj Skopaljskoj Gračanici. Na spomen Anđela čuvara, 2. listopada 2021., proslavio je srebrni jubilej svećeničkog ređenja u šibenskoj katedrali sv. Jakova.
Službovao je kao župnik u Vrpolju kod Šibenika, a potom u župi Srca Isusova na Baldekinu. Godine 2006. je imenovan za ravnatelja Caritasa Šibenske biskupije. Od studenoga 2011. je generalni vikar Šibenske biskupije, prije čega je bio povjerenik za pastoral mladih.
Bavi se popularnom duhovnom glazbom. Osnivač je i voditelj šibenskog zbora Laudantes. Skladao je više duhovnih pjesama. 

## Vanjske poveznice
- Generalni vikar na sibenska-biskupija.hr